# GRG 12 Erlgasse
Das GRG 12 Erlgasse ist ein Bundesgymnasium und -realgymnasium im 12. Wiener Gemeindebezirk Meidling.

## Geschichte
In den 1900er-Jahren wurde deutlich, dass durch die zunehmende Bevölkerungs- und Schülerzahl im 1890 gegründeten Wiener Gemeindebezirk Meidling die Einrichtung einer eigenen Realschule zweckmäßig erscheinen würde. Im Jahr 1909 pendelten in etwa 250 Schüler in Realschulen in umliegenden Bezirken und somit wurde mit Wirksamkeit zum Schuljahr 1910/1911 durch den Verein zur Gründung einer Kaiser-Jubiläums-Realschule im 12. Wiener Gemeindebezirk Meidling die Schule eingerichtet. Erster Leiter der Anstalt mit 58 Schülern im ersten Schuljahr wurde der vormalige k.k. Professor an der Staatsrealschule in Wien-Mariahilf Ferdinand Ginzel.
In den ersten Jahren war die Schule nur in provisorischen Räumen untergebracht, vom Schuljahr 1913/1914 an bis zur Übersiedlung an den heutigen Standort in der Erlgasse war sie in der Schönbrunner Straße 189 untergebracht. Ebenfalls im Schuljahr 1913/1914 wurde die Schule verstaatlicht. Im Schuljahr 1929/1930 hatte die Schule mit 385 Schülern den höchsten Stand an Schülern vor dem Zweiten Weltkrieg.
Im Jahr 1940 bezog die Schule das heutige Schulgebäude in der Erlgasse, zur Zeit des Nationalsozialismus war der offizielle Name Staatliche Oberschule für Jungen im 12. Bezirk.
Nach dem Krieg war die Schule im 15. Wiener Gemeindebezirk Rudolfsheim-Fünfhaus untergebracht, im Jahr 1947 konnte das Gebäude in der Erlgasse nach der Reparatur von Bombenschäden wieder bezogen werden.
Im Schulgebäude Erlgasse befanden sich von 1940 bis 1972 mehrere Schulen: Am Beginn die tschechische Schule und die „Oberschule für Jungen“, aus welcher später das Bundesrealgymnasium für den 12. Bezirk, das BRG XII. (das „Bubengymnasium“) wurde. Diese Schule musste sich ab 1945 das Schulgebäude mit dem Bundesgymnasium und Bundesrealgymnasium für Mädchen Wien XII. („Mädchengymnasium“) teilen. Das Mädchengymnasium war in den ersten zwei Stockwerken angesiedelt (und hatte eine Expositur in der Singrienergasse 19, weil auch diese Schule unter Raumnot litt).
In späteren Jahren nahmen diese beiden Schulen auch Schüler des jeweils anderen Geschlechts auf. Das ursprünglich im Schulgebäude befindliche BRG XII. übersiedelte mit Beginn des Schuljahrs 1972/1973 zur Gänze in die Gebäude Singrienergasse 19–21 (Nr. 21: ehemaliges ORF-Studio), die Klassen der früheren Mädchenschule kamen in das Gebäude Erlgasse. Die Aussage, jemand sei „in der Erlgasse“ in die Schule gegangen, gibt bis 1972 nur einen Hinweis auf das Schulgebäude, lässt aber keinen Schluss auf die besuchte Schule zu. Das BRG XII. erhielt danach im Schuljahr 1986/1987 zwei Klassen in einer Expositur (1230 Wien, Anton-Baumgartner-Straße 119) und wurde ab 1998 vollständig nach Wien Inzersdorf in die Draschestraße verlegt. Diese Schule wurde zum GRG 23/VBS in der Draschestraße 90–92 und hat mit ihrem alten Standort in der Erlgasse nichts mehr zu tun. Im Schulgebäude Erlgasse befindet sich seit 1973 somit nur mehr das 1939 als Mädchenschule gegründete GRG 12. Die Entwicklung ist dann relevant, wenn ältere Unterlagen wie Schüler- und Lehrerlisten für „die Erlgasse“ gesucht werden: es sind dann bis 1972 stets zwei Quellen zu suchen, die Jahresberichte für das BRG XII. geben nur die Daten zu dieser Schule wieder.
Da die Schule von mehreren späteren Spitzenpolitikerinnen und -politikern besucht wurde, wurde sie auch „Eliteschmiede Erlgasse“ genannt.

## Schulgebäude
Das Schulgebäude war 1930/1931 für die tschechisch sprechende Minderheit in der Bevölkerung Wiens als „Komensky-Schule“ nach Plänen der Architekten Josef Hofbauer und Wilhelm Baumgarten auf dem Eckgrundstück Erlgasse/Rollingergasse errichtet worden. Bauunternehmen war die Universale AG, Redlich & Berger. Die tschechische Schule behielt bis 1941 ungefähr die Hälfte der Räume für ihren eigenen Schulbetrieb. Aufschriften in tschechischer Sprache waren bis nach 1960 im Gebäude vorhanden. Das Grundstück für den Schulbau war von der Gemeinde Wien dem „Komensky-Schulverein“ und der Vereinigung „Tschechisches Herz“ (mit ausländischer Subventionierung) zur Verfügung gestellt worden. An die ursprüngliche Nutzung erinnert ein großes Wandbild der Stadt Prag im Treppenhaus. Das Schulgebäude steht unter Denkmalschutz (Listeneintrag).

## Schulbetrieb
Es handelt sich um eine öffentliche Schule, für deren Besuch kein Schulgeld vorgeschrieben ist.
Die Schule bietet Unterricht als Ober- und Unterstufengymnasium und -realgymnasium an. Zusätzlich gibt es eine Nachmittagsbetreuung mit unverbindlichen Übungen (Kurse wie Fußball, Volleyball etc.) und ab der Oberstufe ein Modulsystem zur Vorbereitung auf die Matura.
Im Schuljahr 2018/2019 besuchten 625 Schülerinnen und Schüler, die von 66 Lehrpersonen unterrichtet wurden, die Schule. Als Direktorin ist Elfriede Wotke tätig.

## Bekannte Schülerinnen und Schüler
- Robert Lichal (1932–2024), Politiker und Bundesminister für Landesverteidigung
- Ingrid Moser (* 1944), österreichische Managerin und Beraterin
- Gudrun Biffl (* 1949), österreichische Wirtschaftswissenschaftlerin
- Lothar Höbelt (* 1956), Historiker
- Waltraud Karner-Kremser (* 1965), Abgeordnete zum Wiener Gemeinderat und Landtag
- Daniela Musiol (* 1970), ehemalige Abgeordnete zum österreichischen Nationalrat
- Pamela Rendi-Wagner (* 1971), Gesundheitsministerin im Kabinett des Bundeskanzlers Christian Kern und von 2018 bis 2023 Bundesparteivorsitzende der SPÖ
- Barbara Teiber (* 1977), Bundesvorsitzende der Gewerkschaft GPA
- Sebastian Kurz (* 1986), ehemaliger Außenminister und Bundeskanzler der Republik Österreich